# Chalcasthenes
Chalcasthenes är ett släkte av skalbaggar. Chalcasthenes ingår i familjen Dynastidae.
Kladogram enligt Catalogue of Life:
| Chalcasthenes | \| \| Chalcasthenes divinus \| \| \| \| \| \| Chalcasthenes pulcher \| \| \| \| \| \| Chalcasthenes squamigera \| \| \| \| \| \| Chalcasthenes styracoceros \| \| \| \| |
|               | \| \| Chalcasthenes divinus \| \| \| \| \| \| Chalcasthenes pulcher \| \| \| \| \| \| Chalcasthenes squamigera \| \| \| \| \| \| Chalcasthenes styracoceros \| \| \| \| |
|               | Chalcasthenes divinus |
|               | |
|               | Chalcasthenes pulcher |
|               | |
|               | Chalcasthenes squamigera |
|               | |
|               | Chalcasthenes styracoceros |
|               | |